# Aldis Hodge
Aldis Hodge (Carolina del Norte, 20 de septiembre de 1986) es un actor estadounidense de ascendencia dominicana, más conocido por haber interpretado a Alec Hardison en la serie de televisión de TNT Leverage, y por haber interpretado al rapero MC Ren en la película Straight Outta Compton. Es el hermano menor del actor Edwin Hodge.

## Biografía
Aldis Alexander Basil Hodge nació en Carolina del Norte el 20 de septiembre de 1986. Sus padres  (Aldis Hodge y Yolette Evangeline Richardson) sirvieron en los Marines de los EE. UU., la madre de Hodge es del estado de Florida y su padre es de ascendencia dominicana.
Hodge tocaba el clarinete y el violín cuando era niño, pero en la edad adulta se centró más en el violín, se compró el primero a los 18 años. Además de actuar, Hodge diseña relojes, escribe, pinta, y asiste a la Art Center College of Design en Pasadena, California.
En el 2007 Hodge fue galardonado con el papel de Alec Hardison el día de su 21º cumpleaños. En 2010, recibió una nominación a los Premios Saturno al Mejor Actor de Reparto en Televisión por su papel en Leverage. Fue nominado junto a Jeremy Davies y Michael Emerson de Lost, Aaron Paul de Breaking Bad de AMC, John Noble de Fringe y Alexander Skarsgard de True Blood. La victoria fue para Aaron Paul.

## Filmografía

### Cine
| Año  | Título                      | Rol                            |  |
| ---- | --------------------------- | ------------------------------ |  |
| 1995 | Die Hard with a Vengeance   | Raymond                        |  |
| 1996 | Bed of Roses                | Prince                         |  |
| 2000 | Big Momma's House           | Jugador de baloncesto joven #2 |  |
| 2004 | The Ladykillers             | Donut Gángster                 |  |
| 2005 | The Tenants                 | Sam Clemence                   |  |
| 2005 | Little Athens               | Pitt                           |  |
| 2005 | Edmond                      | Folleto                        |  |
| 2006 | Happy Feet                  | Otras Voces                    |  |
| 2006 | American Dreamz             | Soldado Chuck                  |  |
| 2009 | Red Sands                   | Trevor                         |  |
| 2015 | Straight Outta Compton      | MC Ren                         |  |
| 2016 | Hidden Figures              | Levi Jackson                   |  |
| 2016 | Jack Reacher: Never Go Back | Capitán Anthony Espín          |  |
| 2018 | Brian Banks                 | Brian Banks                    |  |
| 2019 | Clemency                    | Anthony Woods                  |  |
| 2019 | What Men Want               | Will                           |  |
| 2020 | The Invisible Man           | James Lanier                   |  |
| 2020 | Magic Camp                  | Devin Moses                    |  |
| 2020 | One Night in Miami          | Jim Brown                      |  |
| 2021 | The Birthday Cake           | Eagle                          |  |
| 2022 | Black Adam                  | Carter Hall / Hombre Halcón    |  |
| 2024 | Marmalade                   | Otis                           |  |

### Televisión
| Año             | Serie o programa               | Rol                       |
| --------------- | ------------------------------ | ------------------------- |
| 1997            | Between Brothers               | Reggie                    |
| 1998            | NYPD Blue                      | Eddy                      |
| 1999            | Buffy, la cazavampiros         | Joven enmascarado         |
| 1999–2000       | Pacific Blue                   | Maurice Raymond           |
| 2000            | Juez Amy                       | Lester Clancy             |
| 2000            | City of Angels                 | Marcus Hall               |
| 2001            | Becker                         | Licenciado #1             |
| 2002            | Boston Public                  | Andre                     |
| 2002            | Embrujadas                     | Trey                      |
| 2003            | ER                             | Joven                     |
| 2003            | Caso Abierto                   | Conductor de camión joven |
| 2003            | American Dreams                | (No Acreditado)           |
| 2006            | Half & Half                    | Kadeem                    |
| 2006            | The Game                       | Derwin Davis              |
| 2006            | Numb3rs                        | Travis Grant              |
| 2006            | Girlfriends                    | Matthew Miles             |
| 2006            | Bones                          | Jimmy Merton              |
| 2006–2007       | Friday Night Lights            | Ray "Voodoo" Tatum        |
| 2007            | Sobrenatural                   | Jake Talley               |
| 2007            | Los Negociadores               | Nathan Hall               |
| 2008            | CSI: Crime Scene Investigation | Tony Thorpe               |
| 2008–2012/ 2020 | Leverage                       | Alec Hardison             |
| 2009            | Castle                         | Azi                       |
| 2009            | Sin Identificar                | Danny Rowe                |
| 2010            | Sin cita previa                | Esau Ajawke               |
| 2010            | The Chicago Code               | Dion Luckett              |
| 2011            | “CSI: Miami”                   | Issaiah Stiles            |
| 2017            | The Blacklist                  | Dickson                   |
| 2018            | "Star Trek: Short Treks"       | Craft                     |
| 2019            | City on a Hill                 | Decourcy Ward             |

### Otros Trabajos
| Año  | Tipo          | Proyecto              | Rol                   |
| ---- | ------------- | --------------------- | --------------------- |
| 2010 | Anuncio       | Taco Bell             | Gerente               |
| 2010 | Cortometraje  | Death, Inc.           | Leon                  |
| 2010 | Vídeo Musical | Christian Kane        | Seguridad             |
| 2011 | Anuncio       | State Farm            | Amigo de LeBron James |
| 2011 | Cortometraje  | Una historia estándar | Grave #1              |
| 2013 | Serie Web     | Ese Tipo              | Asistente a la fiesta |
| 2017 | Vídeo Musical | Legado                | Preso de prisión      |

## Premios
| Año  | Premio                          | Categoría                                        | Resultado |
| ---- | ------------------------------- | ------------------------------------------------ | --------- |
| 2010 | Premios Saturn                  | Mejor Actor de Reparto en Televisión             | Nominado  |
| 2017 | Premios del Screem actors Guild | Excelente desempeño de un elenco en una película | Ganador   |